# Епифанцев, Андрей Павлович
Андрей Павлович Епифанцев (13 октября 1911 год, Бийск — дата смерти неизвестна) — бригадир рабочих Прокопьевского мясокомбината Министерства мясной и молочной промышленности РСФСР, Кемеровская область. Герой Социалистического Труда (1971).

## Биография
Окончил четыре класса начальной школы. Трудовую деятельность начал в 15-летнем возрасте. Трудился разнорабочим. С 1930 года работал учеником забойщика скота на мясокомбинате. После окончания курсов повышения квалификации трудился на мясокомбинате в Прокопьевске. В 1939 году призван на срочную службу в Красную Армию. Участвовал в Советско-финляндской войне (1939—1940). С мая 1941 года служил в Хабаровске в 3-м отдельном тяжёлом Красноармейском полку. В 1945 году воевал против японских войск в Маньчжурии.
В 1946 году демобилизовался и возвратился в Прокопьевск, где продолжил трудиться на забое скота на местном мясокомбинате. В 1950 году окончил курсы повышения рабочей квалификации в Ленинграде, после чего был назначен бригадиром в убойном цехе.
В 1970 году бригада Андрея Епифанцева досрочно выполнила плановые производственные задания Восьмой пятилетки (1965—1970). Указом Президиума Верховного Совета СССР от 26 апреля 1971 года «за выдающиеся успехи, достигнутые в развитии мясной и молочной промышленности» удостоен звания Героя Социалистического Труда с вручением ордена Ленина и золотой медали Серп и Молот.
В 1971 году избирался депутатом Прокопьевского городского Совета депутатов трудящихся 13-го созыва.
С января 1972 года — персональный пенсионер союзного значения.
Жил в Прокопьевске. Дата смерти не установлена.
Награды:
- Герой Социалистического Труда
- Орден Ленина
- Орден Трудового Красного Знамени
- Медаль «За боевые заслуги» (29.09.1945[2])
- Медаль «За победу над Германией в Великой Отечественной войне 1941—1945 гг.»
- Медаль «За победу над Японией»